# Sarlanda
Sarlanda (en francès Sarlande) és un municipi francès situat al departament de la Dordonya i a la regió de la Nova Aquitània.

## Demografia
| 1962                                       | 1968 | 1975 | 1982 | 1990 | 1999 | 2007 |
| ------------------------------------------ | ---- | ---- | ---- | ---- | ---- | ---- |
| 811                                        | 697  | 621  | 524  | 468  | 420  | 417  |
| Des de 1962: població sense dobles comptes |      |      |      |      |      |      |

## Administració
| Període   | Identitat     | Partit        |
| --------- | ------------- | ------------- |
| 2001-2008 | Camille Claud | PCF           |
| 2008-     | Alain Meyzie  | Divers gauche |